# Rogelio Pérez García
Rogelio Pérez García fue un político republicano conservador, alcalde de Almería en dos ocasiones, desde 1900 a 1901 y en 1905, durante el reinado de Alfonso XIII. Fue vocal nato como alcalde en el consejo del Monte de Piedad y Caja de Ahorros de Almería.
Formó parte de la comisión almeriense que visitó Madrid en noviembre de 1911 con motivo de la conclusión del ferrocarril de Torre del Mar a Zurgena (provincia de Almería). El 28 de noviembre la comisión visitó la sede del diario ABC.
Falleció en Almería en julio de 1926.
Bisabuelo del también alcalde de Almería entre 2003 y 2015, Luis Rogelio Rodríguez-Comendador Pérez.